# موس، نروژ
موس (به نروژی: Moss) یک شهرک ساحلی و شهرداری در نروژ است که در اوستفولد واقع شده‌است.

## خصوصیات
موس ۶۳ کیلومترمربع مساحت و ۳۰٫۷۲۳ نفر جمعیت دارد.